# 卡頓代爾 (阿拉巴馬州)
卡頓代爾（英語：Cottondale）是位於美國阿拉巴馬州塔斯卡盧薩縣的一個非建制地區。該地的面積和人口皆未知。

## 地理
卡頓代爾的座標為33°11′22″N 87°27′06″W / 33.18944°N 87.45167°W，而該地的平均海拔高度為105米（即344英尺）。